# الترابط الحر بين الأنظمة
الترابط الحر بين الأنظمة (بالإنجليزية: Open Systems Interconnection اختصاراً OSI)‏ هي مشروع مدعوم من قبل المنظمة الدولية للمعايير يهدف إلى إيجاد مرجع موحد للاتصال في عالم شبكات الحاسوب. العمل بدأ في عام 1977 من قبل المنظمة الدولية للمعايير (ايزو) ، بالتعاون مع ITU-T.

يحوي نموذج OSI على سبعة طبقات وهي:
الطبقة الفيزيائية: هي الطبقة المسؤولة عن إرسال البيانات بشكل فيزيائي، مع تحويل البيانات إلى إشارات كهربائية أو ضوئية، مثل كابلات Ethernet، والألياف البصرية.
طبقة ربط البيانات: مسؤولة عن نقل البيانات من جهاز إلى آخر عبر الربط الفيزيائي، مثل بروتوكولات Ethernet و Wi-Fi.
طبقة الشبكة:تقوم بتوجيه البيانات من المصدر إلى الوجهة عبر الشبكات، مثل بروتوكول IP.
طبقة النقل:تنقل البيانات بشكل موثوق بين الأجهزة، مع ضمان إعادة إرسال البيانات المفقودة وترتيب الأجزاء، ومثل بروتوكولات TCP.
طبقة الجلسة:تتعامل مع الجلسات بين الأجهزة المختلفة، وتنظم تبادل البيانات بين التطبيقات، مثل بروتوكولات.
طبقة العرض:تنسيق البيانات بين الطبقات لاستخدامها في الشبكة. تشمل التشفير وفك التشفير، والضغط، وترجمة البيانات بين التنسيقات المختلفة، ومثل بروتوكولات مثل TLS/SSL (تأمين نقل البيانات)، وتنسيقات مثل PNG و JPEG و MPEG.
طبقة التطبيق:هي الطبقة التي توفر الخدمات المباشرة للمستخدمين مثل البريد الإلكتروني، والتصفح عبر الإنترنت، ونقل الملفات. هي الطبقة التي تستخدم البروتوكولات والتطبيقات التي تتفاعل مباشرة مع الشبكة، ومثل بروتوكولات مثل HTTP (نقل صفحات الويب)، FTP (نقل الملفات)، SMTP (بروتوكول البريد الإلكتروني).

## تاريخ
قبل ولادة مفهوم اتصال النظم المفتوحة ، كانت أنظمة الشبكات منتشرة وذات ملكية خاصة، سواء التي كانت ترعاها الحكومة (أربانت ، سيكلاد) أو الشركات ( مثل SNA، Appletalk ، NetWare ...). مشروع اتصال النظم المفتوحة كان جهد من المصنعين والشركات للتوافق على معايير موحدة تسمح بالتبادل بين مختلف أنظمة الشبكات. جاء ذلك بعد المشاكل التي أصبح يلاقيها الزبائن بسبب استحالة ربط الأجهزة إذا اختلف الصانع.
وعندما تم تطوير مقاييس موحدة لاتصال النظم المفتوحة، كان نظام TCP/IP قد أصبح منتشرا والأكثر استعمالا خاصة بعد انتشار شبكة الإنترنت.
مرجع أو إس آي كان تقدما كبيرا في مجال تعليم مفاهيم الشبكة. لقد عزز فكرة نموذج طبقات البروتوكولات، وتحديد المشترك بين الشبكة والأجهزة والبرمجيات.

## انتقادات
اعتبرت حزمة برتوكولات أو إس آي، أحد أجزاء المشروع، من طرف العديد على أنها معقدة وغير مفيدة مما أن جزء كبير منها غير قابل للدمج في أنظمة الشبكات
منهج اتصالات النظم المفتوحة حجبته سريعا حزمة برتوكولات الإنترنت لسهولتها وبسطتها. براغماتية منهج حزمة برتوكولات أو إس آي (TCP/IP) في استغلال شبكات الحاسوب إضافة إلى ظهور تطبيقين للحزمة جعل منها معيار موحد عملي.
ومثال ذلك، شرح مبادئ عمل نظام X.400 للبريد الإلكتروني تطلب عدة كتب ضخمة. في حين لم يتطلب نظام SMTP سوى 12 صفحة ضمن RFC 821.

### مقالات ذات صلة
- مرجع أو إس آي

### كتب
- Marshall T. Rose, The Open Book (Prentice-Hall, Englewood Cliffs, 1990)
- David M. Piscitello, A. Lyman Chapin, Open Systems Networking (Addison-Wesley, Reading, 1993)
- أندرو تانينباوم, Computer Networks, 4th Edition, (Prentice-Hall, 2002) ISBN 0-13-066102-3

### وصلات خارجية
- ISO/IEC 7498-1:1994, Information technology—Open Systems Interconnection—Basic Reference Model: The Basic Model
- ITU-T Recommendation X.200 (11/93) [ISO/IEC 7498-1:1994], Open Systems Interconnection - Basic Reference Model.
- Open System Interconnection Protocols

## هوامش
1. ↑  OSI Reference Model, Hubert Zimmermann, IEEE Transactions on Communications, Vol. COMM-28(4), p425, April 1980.
2. 1 2 3  أندرو تانينباوم, Computer Networks, § 1.4.4.